# Eurolang
Eurolang é um idioma artificial internacional criada por Philip Hunt entre 1995 e 1998 para ser um idioma para a União Europeia. O autor especificava como um critério da estrutura do idioma que este deveria ser muito fácil de aprender para europeus. Em contraste com outros idiomas como o esperanto, Eurolang engloba muitas palavras directamente tomadas do inglês. 
Actualmente não é conhecida alguma comunidade de falantes activos de Eurolang. A página do site do autor em qual ele descrevia o idioma tem desaparecido da rede. 

## Espécimen
Eurolang est actifacta lang, qui me creatab estar comuna 2a lang per la Europa Unized (EU). Its word-list est baseda super England-lang, Deutsh-lang, France-lang, Italia-lang, Espanja-lang et Latin. Me desinab it estar facila lernar et usar.
Detail est, que lernabera Europa person, qui deja sav un or plus un de da langs, probablae pos lectar Eurolang (no tropa usation de dictionary), si ge est lernabera it per 2 days. Evidentae, facation it est plus unfacila rel lection it.